# De Maiwand Atalan Football Club
De Maiwand Atalan es un club de fútbol profesional de Afganistán. Juega en la Liga Premier de Afganistán o Roshan Afghan Premier League por patrocinio. Se fundó en el 2012, cuando se creó el primer torneo.

## Historia
- Datos: Q1180132